# Veliki Cirnik
Veliki Cirnik este o localitate din comuna Sevnica, Slovenia, cu o populație de 77 de locuitori.